# Rafidofora
Rafidofora (lat. Rhaphidophora), rod vazdazelenih grmastih penjačica iz porodice kozlačevki raširen po tropskoj Africi, i Aziji, sjeverne Australije i zapadnog Pacifika.
Na popisu je 100 ili više vrsta.

## Vrste
1. Rhaphidophora acuminata Merr.
2. Rhaphidophora africana N.E.Br.
3. Rhaphidophora angustata Schott
4. Rhaphidophora araea P.C.Boyce
5. Rhaphidophora australasica F.M.Bailey
6. Rhaphidophora balgooyi P.C.Boyce
7. Rhaphidophora banosensis P.C.Boyce
8. Rhaphidophora beccarii (Engl.) Engl.
9. Rhaphidophora bogneri P.C.Boyce & Haigh
10. Rhaphidophora bonii Engl. & K.Krause
11. Rhaphidophora brevispathacea Engl. & K.Krause
12. Rhaphidophora calophylla Schott
13. Rhaphidophora chevalieri Gagnep.
14. Rhaphidophora conica Engl.
15. Rhaphidophora conocephala Alderw.
16. Rhaphidophora corneri P.C.Boyce
17. Rhaphidophora crassicaulis Engl. & K.Krause
18. Rhaphidophora crassifolia Hook.f.
19. Rhaphidophora cravenschoddeana P.C.Boyce
20. Rhaphidophora cretosa P.C.Boyce
21. Rhaphidophora cryptantha P.C.Boyce & C.M.Allen
22. Rhaphidophora cylindrosperma Engl. & K.Krause
23. Rhaphidophora dahlii Engl.
24. Rhaphidophora decursiva (Roxb.) Schott
25. Rhaphidophora discolor Engl. & K.Krause
26. Rhaphidophora dulongensis H.Li
27. Rhaphidophora elliptica Ridl.
28. Rhaphidophora elliptifolia Merr.
29. Rhaphidophora elmeri Engl. & K.Krause
30. Rhaphidophora falcata Ridl.
31. Rhaphidophora floresensis P.C.Boyce
32. Rhaphidophora foraminifera (Engl.) Engl.
33. Rhaphidophora formosana Engl.
34. Rhaphidophora fortis P.C.Boyce
35. Rhaphidophora geniculata Engl.
36. Rhaphidophora glauca (Wall.) Schott
37. Rhaphidophora gorokensis P.C.Boyce
38. Rhaphidophora guamensis P.C.Boyce
39. Rhaphidophora hayi P.C.Boyce & Bogner
40. Rhaphidophora hongkongensis Schott
41. Rhaphidophora hookeri Schott
42. Rhaphidophora intonsa P.C.Boyce
43. Rhaphidophora intrusa P.C.Boyce
44. Rhaphidophora jubata P.C.Boyce
45. Rhaphidophora kokodensis P.C.Boyce
46. Rhaphidophora koordersii Engl.
47. Rhaphidophora korthalsii Schott
48. Rhaphidophora lacduongensis V.D.Nguyen & B.H.Quang
49. Rhaphidophora laichouensis Gagnep.
50. Rhaphidophora latevaginata M.Hotta
51. Rhaphidophora lobbii Schott
52. Rhaphidophora luchunensis H.Li
53. Rhaphidophora maingayi Hook.f.
54. Rhaphidophora megaphylla H.Li
55. Rhaphidophora megasperma Engl.
56. Rhaphidophora megastigma Engl.
57. Rhaphidophora microperforata S.Y.Wong & P.C.Boyce
58. Rhaphidophora microspadix K.Krause
59. Rhaphidophora mima P.C.Boyce
60. Rhaphidophora minor Hook.f.
61. Rhaphidophora moluccensis Engl. & K.Krause
62. Rhaphidophora montana (Blume) Schott
63. Rhaphidophora monticola Krause
64. Rhaphidophora muluensis S.Y.Wong & P.C.Boyce
65. Rhaphidophora neglecta A.Hay & P.C.Boyce
66. Rhaphidophora neoguineensis Engl.
67. Rhaphidophora nicolsonii P.C.Boyce
68. Rhaphidophora okapensis P.C.Boyce & Bogner
69. Rhaphidophora oligosperma Alderw.
70. Rhaphidophora pachyphylla K.Krause
71. Rhaphidophora parvifolia Alderw.
72. Rhaphidophora peepla (Roxb.) Schott
73. Rhaphidophora peeploides Engl.
74. Rhaphidophora perkinsiae Engl.
75. Rhaphidophora pertusa (Roxb.) Schott
76. Rhaphidophora petrieana A.Hay
77. Rhaphidophora philippinensis Engl. & K.Krause
78. Rhaphidophora pilosa P.C.Boyce
79. Rhaphidophora puberula Engl.
80. Rhaphidophora pusilla N.E.Br.
81. Rhaphidophora sabit P.C.Boyce
82. Rhaphidophora sarasinorum Engl.
83. Rhaphidophora schlechteri K.Krause
84. Rhaphidophora sonlaensis V.D.Nguyen & P.C.Boyce
85. Rhaphidophora spathacea Schott
86. Rhaphidophora spuria (Schott) Nicolson
87. Rhaphidophora stenophylla K.Krause
88. Rhaphidophora stolleana Engl. & K.Krause
89. Rhaphidophora sulcata Gagnep.
90. Rhaphidophora sylvestris (Blume) Engl.
91. Rhaphidophora talamauana Alderw.
92. Rhaphidophora ternatensis Alderw.
93. Rhaphidophora tetrasperma Hook.f.
94. Rhaphidophora teysmanniana Engl. & K.Krause
95. Rhaphidophora todayensis K.Krause
96. Rhaphidophora tonkinensis Engl. & K.Krause
97. Rhaphidophora typha P.C.Boyce
98. Rhaphidophora ustulata P.C.Boyce
99. Rhaphidophora versteegii Engl. & K.Krause
100. Rhaphidophora waria P.C.Boyce

## Sinonimi
- Afrorhaphidophora Engl.; Engl. & Prantl, Pflanzenfam. Nachtr. 3: 31 (1906)